# Platyonichinae
Platyonichinae is een onderfamilie van kreeftachtigen uit de klasse van de Malacostraca (hogere kreeftachtigen).

## Geslachten
- Portumnus Leach, 1814
- Xaiva MacLeay, 1838